# 北竜神社
北竜神社（ほくりゅうじんじゃ）は、北海道雨竜郡沼田町北竜に所在する神社。旧社格は村社。
祭神は天照皇大神。

## 歴史
1894年（明治27年）、雨竜村字仁多志別の開拓者たちによって、幌新太刀別川岸の波止場に小祠が建立される。
1899年 (明治32年)、雨竜村から北竜村が分村する。
1911年（明治44年）、現在地に遷移。
1925年（大正14年）、北竜神社として創立許可が下りる。
1927年（昭和2年）、村社に列格し、9月5日には神饌幣帛供進神社に指定される。また10月10日、忠魂碑が建立される。
1943年（昭和18年）4月、村界変更により所在地の北竜地区が沼田村に編入される。この時点での氏子区域は、北竜・美葉牛・五ヶ山の3部落だった。
1950年（昭和25年）、五ヶ山部落が沼田神社の氏子区域に編入される。

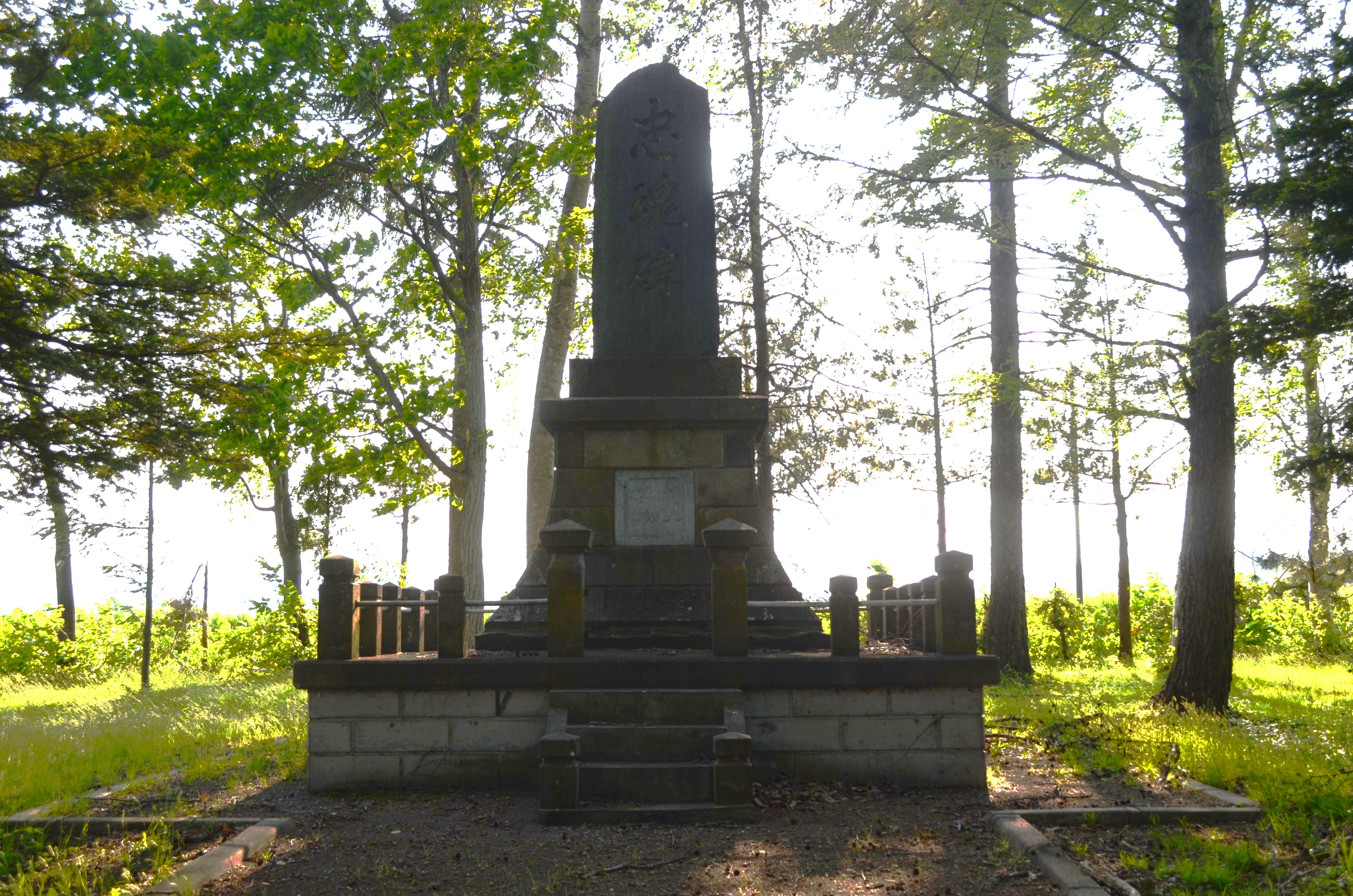
忠魂碑